# Archiwum Emigracji (czasopismo)
Archiwum Emigracji. Studia – Szkice – Dokumenty – jedyne w Polsce czasopism historyczno-humanistyczne poświęcone studiom nad dziejami i kulturą emigracji polskiej XX wieku oraz wzajemnymi relacjami między wychodźstwem polskim a politycznymi emigracjami z innych państw Europy środkowo-wschodniej.
Czasopismo wydawane jest przez Archiwum Emigracji Biblioteki Uniwersyteckiej w Toruniu, ukazuje się nakładem Wydawnictwa Uniwersytetu Mikołaja Kopernika w serii wydawniczej Archiwum Emigracji w, redagowanej przez Stefanię Kossowską (do 2003) oraz Mirosława Adama Supruniuka. Pismo publikuje studia i szkice o ściśle naukowym charakterze, a także naukowo opracowane źródła. Ponadto szkice wspomnieniowe i biograficzne.

## Historia
Pismo powstało w roku 1998, z inicjatywy pracowników i współpracowników Archiwum Emigracji, pracowni archiwalno-badawczej powstałej w Bibliotece Uniwersyteckiej w Toruniu.
Pierwszym (nominalnym) redaktorem naczelnym był Janusz Kryszak. W redakcji zasiadali ponadto: Mirosław A. Supruniuk (z-ca red. nacz.), Krzysztof Ćwikliński, Jarosław Koźmiński, Wacław Lewandowski oraz (zmarły na krótko przed wydaniem czasopisma) Andrzej Kłossowski. W utworzonym wówczas Kolegium Doradczym zasiedli: Zofia Bobowicz (Francja), Anna Frajlich (USA), Maja E. Cybulska (W.Brytania), Stefania Kossowska (W.Brytania), Ryszard Löw (Izrael), Krzysztof Muszkowski (W.Brytania), Lech Paszkowski (Australia) i Jerzy Pietrkiewcz (W.Brytania). Z czasem skład redakcji ulegał zmianom. W roku 2006, po tym jak okazało się, że Janusz Kryszak był tajnym współpracownikiem SB ps. „Krzysztof”, redaktor serii zdecydował zmienić skład redakcji czasopisma.
Obecny skład redakcji AE to: Swietłana Czerwonnaja, Beata Dorosz, Anna Frajlich, Zbigniew Girzyński, Jarosław Koźmiński, Joanna Krasnodębska, Jerzy R. Krzyżanowski, Wacław Lewandowski (z-ca red. nacz.; historia literatury), Wojciech Ligęza, Rafał Moczkodan (sekretarz red.), Józef Olejniczak, Krzysztof Pomian, Dobrochna Ratajczakowa, Jan W. Sienkiewicz (historia sztuki), Anna Supruniuk (źródła i materiały), Mirosław A. Supruniuk (red. nacz.), Mariusz Wołos (historia).
Poszczególne tomy czasopisma poświęcone są różnym postaciom emigracji: Jerzemu Giedroyciowi, Stefanii Kossowskiej, Józefowi Mackiewiczowi, Tymonowi Terleckiemu i innym.
Od roku 2000 redakcja czasopisma „Archiwum Emigracji” przyznaje coroczną Nagrodę za wyróżniające się prace magisterskie i doktorskie poświęcone historii emigracji polskiej w XX wieku. Nagroda ma zasięg międzynarodowy.

## Układ czasopisma
Czasopismo publikuje szkice i artykuły w działach:
- Historia
- Historia literatury
- Historia sztuki
- Źródła i materiały
- Wspomnienia – biografie
- Recenzje – omówienia – polemiki